# Bo Leuf
Bo Arne Leuf (* 9. Juli 1952; † 24. April 2009) war ein schwedischer Programmierer.
Im Jahr 1971 kam der aus Västernorrland stammende Leuf nach Göteborg, um an der Technischen Hochschule Chalmers zu studieren. Bei den schwedischen Reichstagswahlen 2006 kandidierte er für die Piratpartiet. Von April 2007 bis zu seinem Tod war er Schatzmeister der Partei. Leuf war verheiratet und hatte zwei Kinder.

## Publikationen
- Tom Syroid, Bo Leuf: Outlook 2000 in a Nutshell: A Power User's Quick Reference. (2000) ISBN 1-56592-704-4
- Bo Leuf, Ward Cunningham: The Wiki way: quick collaboration on the Web. Addison-Wesley, London 2001, ISBN 0-201-71499-X
- Bo Leuf: Peer to Peer: Collaborating and Sharing over the Internet. (2002) ISBN 0-201-76732-5
- Bo Leuf: The Semantic Web. Crafting Infrastructure for Agents. Wiley (2006). ISBN 0-470-01522-5